# Ján Lunter
Ján Lunter (ur. 15 lipca 1951 w Telgárcie) – słowacki samorządowiec, w latach 2017–2022 przewodniczący kraju bańskobystrzyckiego.        

## Życiorys
Uczęszczał do Liceum Przemysłowego im. Jozefa Murgaša w Bańskiej Bystrzycy. Uzyskał wyższe wykształcenie na Wydziale Elektrycznym Słowackiego Uniwersytetu Technicznego w Bratysławie. Pracował następnie jako programista w państwowych firmach Hydrokonzult i Stavoprojekt. 
W 1989 roku założył własną firmę zajmującą się programowaniem – Proces. W 1991 roku założył firmę Alfa Bio zajmującą się produkcją wyrobów spożywczych.

### Działalność polityczna
W 2017 roku zapowiedział chęć ubiegania się o urząd przewodniczącego kraju bańskobystrzyckiego przeciwko urzędującemu Marianowi Kotlebie, z neonazistowskiej Partii Ludowej Nasza Słowacja, jako kandydat niezależny. Poparły go partie demokratyczne z różnego spektrum politycznego, w tym dwóch jego kontrkandydatów, którzy na korzyść Luntera wycofali się z wyborów. Uzyskał mandat przewodniczącego kraju z wynikiem 99 169 głosów (48,54%). 4 grudnia tego samego roku, mimo prób utrudniania odbycia sesji przez Kotlebę (m.in. poprzez przeniesienie sesji z Bańskiej Bystrzycy do Rymawskiej Soboty, czy ustawienie prywatnej ochrony, która uniemożliwiała wejście dziennikarzom) objął urząd przewodniczącego. Po wyborach zapowiedział, że nie będzie się ubiegał o reelekcję.
24 listopada 2022 roku, po wyborach samorządowych, na stanowisku przewodniczącego zastąpił go jego syn – Ondrej Lunter.

## Życie prywatne
W 1979 roku poślubił Etelę, wraz z którą ma dwie córki i czterech synów.